# Rally Dakar 2024

L'Audi RS Q e-tron vincitrice dell'edizione con Carlos Sainz e Lucas Cruz

Il Rally Dakar 2024 è stata la 46ª edizione del Rally Dakar e si è svolta per la quinta volta interamente in Arabia Saudita. La competizione è iniziata il 5 gennaio 2024 al Campo mare, nei pressi di Yanbuʿ, ed è terminata il 19 gennaio a Shaybah, dopo 13 tappe. Era valida come prima prova del Campionato mondiale di rally raid 2024.

## Iscritti principali

### Moto
| Scuderia                       | Moto                  | #  | Pilota                |
| ------------------------------ | --------------------- | -- | --------------------- |
| Husqvarna Factory Racing       | Husqvarna FR450 Rally | 1  | Luciano Benavides     |
| Red Bull KTM Factory Racing    | KTM 450 Rally Replica | 2  | Toby Price            |
| Red Bull KTM Factory Racing    | KTM 450 Rally Replica | 47 | Kevin Benavides       |
| Red Bull GasGas Factory Racing | GasGas RX450F Replica | 4  | Sam Sunderland        |
| Red Bull GasGas Factory Racing | GasGas RX450F Replica | 5  | Daniel Sanders        |
| Monster Energy Honda Team      | Honda CRF450 Rally    | 7  | Pablo Quintanilla     |
| Monster Energy Honda Team      | Honda CRF450 Rally    | 9  | Ricky Brabec          |
| Monster Energy Honda Team      | Honda CRF450 Rally    | 10 | Skyler Howes          |
| Monster Energy Honda Team      | Honda CRF450 Rally    | 11 | José Ignacio Cornejo  |
| Monster Energy Honda Team      | Honda CRF450 Rally    | 42 | Adrien van Beveren    |
| Monster Energy Honda Team      | Honda CRF450 Rally    | 68 | Tosha Schareina       |
| Hero MotoSports Team Rally     | Hero 450 Rally        | 14 | Sebastian Bühler      |
| Hero MotoSports Team Rally     | Hero 450 Rally        | 27 | Joaquim Rodrigues     |
| Hero MotoSports Team Rally     | Hero 450 Rally        | 46 | Ross Branch           |
| Hero MotoSports Team Rally     | Hero 450 Rally        | 88 | Joan Barreda          |
| Sherco Rally Factory           | Sherco 450 SEF Rally  | 15 | Lorenzo Santolino     |
| Sherco Rally Factory           | Sherco 450 SEF Rally  | 19 | Rui Gonçalves         |
| Sherco Rally Factory           | Sherco 450 SEF Rally  | 20 | Harith Koitha Veettil |

### Quad
| Scuderia                          | Quad              | #   | Pilota            |
| --------------------------------- | ----------------- | --- | ----------------- |
| Varga Motorsport Team             | Yamaha Raptor 700 | 171 | Juraj Varga       |
| Yamaha Racing - SMX - Drag'on     | Yamaha Raptor 700 | 172 | Alexandre Giroud  |
| Drag'on Rally Team                | Yamaha Raptor 700 | 173 | Francisco Moreno  |
| Drag'on Rally Team                | Yamaha Raptor 700 | 178 | Samuel Desbuisson |
| 7240 Team / Drag'on Rally Service | Yamaha Raptor 700 | 174 | Manuel Andújar    |

### Auto
| Scuderia             | Auto                              | #   | Pilota               | Copilota           |
| -------------------- | --------------------------------- | --- | -------------------- | ------------------ |
| Nasser Racing        | Prodrive Hunter                   | 200 | Nasser Al-Attiyah    | Matthieu Baumel    |
| Bahrain Raid Xtreme  | Prodrive Hunter                   | 203 | Sébastien Loeb       | Fabian Lurquin     |
| Overdrive Racing     | Toyota Hilux                      | 201 | Yazeed Al-Rajhi      | Timo Gottschalk    |
| Overdrive Racing     | Toyota Hilux                      | 205 | Juan Yacopini        | Daniel Oliveras    |
| Overdrive Racing     | Toyota Hilux                      | 211 | Guerlain Chicherit   | Alex Winocq        |
| Overdrive Racing     | Toyota Hilux                      | 215 | Denis Krotov         | Konstantin Žiltsov |
| Overdrive Racing     | Toyota Hilux                      | 221 | Guillaume de Mévius  | Xavier Panseri     |
| Overdrive Racing     | Toyota Hilux                      | 229 | Lionel Baud          | Lucie Baud         |
| Overdrive Racing     | Toyota Hilux                      | 236 | Ronan Chabot         | Gilles Pillot      |
| Team Audi Sport      | Audi RS Q e-tron                  | 202 | Stéphane Peterhansel | Edouard Boulanger  |
| Team Audi Sport      | Audi RS Q e-tron                  | 204 | Carlos Sainz         | Lucas Cruz         |
| Team Audi Sport      | Audi RS Q e-tron                  | 207 | Mattias Ekström      | Emil Bergkvist     |
| Toyota Gazoo Racing  | Toyota GR DKR Hilux               | 206 | Lucas Moraes         | Armand Monleón     |
| Toyota Gazoo Racing  | Toyota GR DKR Hilux               | 209 | Giniel de Villiers   | Dennis Murphy      |
| Toyota Gazoo Racing  | Toyota GR DKR Hilux               | 216 | Seth Quintero        | Dennis Zenz        |
| Toyota Gazoo Racing  | Toyota GR DKR Hilux               | 226 | Saood Variawa        | François Cazalet   |
| Toyota Gazoo Racing  | Toyota GR DKR Hilux               | 243 | Guy Botterill        | Brett Cummings     |
| Orlen Jipocar Team   | Ford Raptor RS Cross Country      | 208 | Martin Prokop        | Viktor Chytka      |
| Ford M-Sport         | Ford Ranger                       | 210 | Nani Roma            | Alex Haro          |
| Ford M-Sport         | Ford Ranger                       | 225 | Gareth Woolridge     | Boyd Dreyer        |
| X-raid Arijus Team   | Mini John Cooper Works Rally Plus | 214 | Vaidotas Žala        | Paulo Fiúza        |
| X-raid Mini JCW Team | Mini John Cooper Works Rally Plus | 217 | Krzysztof Hołowczyc  | Łukasz Kurzeja     |
| X-raid Mini JCW Team | Mini John Cooper Works Rally Plus | 230 | Pau Navarro          | Gonçalo Reis       |
| Rebellion Racing     | Toyota Hilux                      | 231 | Romain Dumas         | Max Delfino        |
| Rebellion Racing     | Toyota Hilux                      | 251 | Alexandre Pesci      | Stephan Kuhni      |

### Camion
| Scuderia                          | Auto            | #   | Pilota                 | Copilota             | Meccanico            |
| --------------------------------- | --------------- | --- | ---------------------- | -------------------- | -------------------- |
| Boss Machinery Team de Rooy FPT   | Iveco Powerstar | 600 | Janus van Kasteren     | Darek Rodewald       | Marcel Snijders      |
| Ladies Team de Rooy FPT           | Iveco Powerstar | 618 | Anja van Loon          | Floor Maten          | Marije van Ettekoven |
| Becx Competition Team de Rooy FPT | Iveco Powerstar | 622 | Michiel Becx           | Wulfert van Ginkel   | Edwin Kuijpers       |
| MM Technology Team                | Iveco Powerstar | 601 | Martin Macík           | František Tomášek    | David Švanda         |
| MM Technology Team                | Iveco Powerstar | 610 | Claudio Bellina        | Bruno Gotti          | Marco Arnoletti      |
| Instaforex Loprais Praga          | Praga V4S DKR   | 602 | Aleš Loprais           | Jaroslav Valtr       | Jiří Stross          |
| Eurol Rallysport                  | Iveco Powerstar | 603 | Mitchell van den Brink | Floor Maten          | Marije van Ettekoven |
| Eurol Rallysport                  | Iveco T-Way     | 606 | Martin van den Brink   | Moisés Torrallardona | Jarno van de Pol     |
| Tatra Buggyra ZM Racing           | Tatra Phoenix   | 604 | Jaroslav Valtr         | Rene Kilian          | David Kilian         |
| Tatra Buggyra ZM Racing           | Tatra Phoenix   | 605 | Pascal de Baar         | Giso Verschoor       | Tomáš Šikola         |

## Tappe
| Tappa | Data          | Partenza              | Arrivo                | Rd               | SS               |
| ----- | ------------- | --------------------- | --------------------- | ---------------- | ---------------- |
| P     | 5 gennaio     | Campo mare            | Campo mare            | 158              | 28               |
| 1     | 6 gennaio     | Al-'Ula               | Campo mare            | 432              | 405              |
| 2     | 7 gennaio     | Al-Henakiyah          | Al-'Ula               | 662              | 470              |
| 3     | 8 gennaio     | Ad Dawadimi           | Ha'il                 | 733              | 440              |
| 4     | 9 gennaio     | Ha'il                 | Ha'il                 | 631              | 299              |
| 5     | 10 gennaio    | Ha'il                 | Ha'il                 | 727              | 118              |
| 6     | 11-12 gennaio | Shubaytah             | Riad                  | 818              | 584              |
|       | 13 gennaio    | Riad                  | Riad                  | Giorno di riposo | Giorno di riposo |
| 7     | 14 gennaio    | Riad                  | Ad Dawadimi           | 873              | 483              |
| 8     | 15 gennaio    | Ad Dawadimi           | Ha'il                 | 678              | 458              |
| 9     | 16 gennaio    | Riad                  | Haradh                | 639              | 417              |
| 10    | 17 gennaio    | Al-'Ula               | Shaybah               | 609              | 371              |
| 11    | 18 gennaio    | Shaybah               | Maratona Quarto Vuoto | 587              | 480              |
| 12    | 19 gennaio    | Maratona Quarto Vuoto | Shaybah               | 328              | 175              |

## Vincitori di tappe
| Tappa | Moto                 | Quad             | Auto                 | Challenger (T3)     | SSV (T4)            | Trucks                 | Classic            | Mission 1000       |
| ----- | -------------------- | ---------------- | -------------------- | ------------------- | ------------------- | ---------------------- | ------------------ | ------------------ |
| P     | Tosha Schareina      | Francisco Moreno | Mattias Ekström      | Eryk Goczał         | Xavier De Soultrait | Janus van Kasteren     | Juan Morera        | Non disputata      |
| 1     | Ross Branch          | Marcelo Medeiros | Guillaume De Mévius  | Eryk Goczał         | Rodrigo Varela      | Janus van Kasteren     | Lorenzo Traglio    | Sylvain Espinasse  |
| 2     | José Ignacio Cornejo | Marcelo Medeiros | Stéphane Peterhansel | Eryk Goczał         | Gerard Farrés       | Janus van Kasteren     | Juan Morera        | Willy Jobard       |
| 3     | Kevin Benavides      | Alexandre Giroud | Lucas Moraes         | Mitchell Guthrie    | Yasir Seaidan       | Aleš Loprais           | Carlos Santaolalla | Jordi Juvanteny    |
| 4     | José Ignacio Cornejo | Manuel Andújar   | Sébastien Loeb       | Eryk Goczał         | João Ferreira       | Janus van Kasteren     | Carlos Santaolalla | Wenmin Su          |
| 5     | Pablo Quintanilla    | Marcelo Medeiros | Nasser Al-Attiyah    | Francisco López     | Xavier de Soultrait | Martin Macík           | Ondřej Klymčiw     | Non disputata      |
| 6     | Adrien van Beveren   | Alexandre Giroud | Sébastien Loeb       | Eryk Goczał         | Xavier de Soultrait | Martin Macík           | Carlos Santaolalla | Jean-Michel Paulhe |
| 7     | José Ignacio Cornejo | Alexandre Giroud | Sébastien Loeb       | Mitchell Guthrie    | João Ferreira       | Martin Macík           | Carlos Santaolalla | Jordi Juvanteny    |
| 8     | Kevin Benavides      | Manuel Andújar   | Mattias Ekström      | Saleh Al-Saif       | João Ferreira       | Mitchell van den Brink | Lorenzo Traglio    | Wenmin Su          |
| 9     | Adrien van Beveren   | Alexandre Giroud | Sébastien Loeb       | Nicolas Cavigliasso | Cristiano Batista   | Gert Huzink            | Carlos Santaolalla | Jean-Michel Paulhe |
| 10    | Ricky Brabec         | Manuel Andújar   | Guerlain Chicherit   | Marcelo Gastaldi    | Sara Price          | Gert Huzink            | Carlos Santaolalla | Jordi Juvanteny    |
| 11    | Ross Branch          | Alexandre Giroud | Guerlain Chicherit   | Nicolas Cavigliasso | Jérôme de Sadeleer  | Aleš Loprais           | Lorenzo Traglio    | Wenmin Su          |
| 12    | Kevin Benavides      | Alexandre Giroud | Sébastien Loeb       | Marcelo Gastaldi    | Florent Vayssade    | Aleš Loprais           | Carlos Santaolalla | Jordi Juvanteny    |

## Risultati di tappa

### Auto
|         | Classifica di tappa | Classifica di tappa  | Classifica di tappa | Classifica di tappa | Classifica di tappa | Classifica generale | Classifica generale | Classifica generale | Classifica generale | Classifica generale |
| Tappa   | Pos.                | Pilota               | Costruttore         | Tempo               | Distacco            | Pos.                | Pilota              | Costruttore         | Tempo               | Distacco            |
| ------- | ------------------- | -------------------- | ------------------- | ------------------- | ------------------- | ------------------- | ------------------- | ------------------- | ------------------- | ------------------- |
| Prologo | 1                   | Mattias Ekström      | Audi                | 00:16:30            |                     | 1                   | Mattias Ekström     | Audi                | 00:16:30            |                     |
| Prologo | 2                   | Seth Quintero        | Toyota              | 00:16:53            | 00:00:23            | 2                   | Seth Quintero       | Toyota              | 00:16:53            | 00:00:23            |
| Prologo | 3                   | Sébastien Loeb       | Prodrive            | 00:17:08            | 00:00:38            | 3                   | Sébastien Loeb      | Prodrive            | 00:17:08            | 00:00:38            |
|         |                     |                      |                     |                     |                     |                     |                     |                     |                     |                     |
| 1       | 1                   | Guillaume De Mévius  | Toyota              | 04:35:59            |                     | 1                   | Guillaume De Mévius | Toyota              | 04:35:59            |                     |
| 1       | 2                   | Carlos Sainz         | Audi                | 04:37:43            | 00:01:44            | 2                   | Carlos Sainz        | Audi                | 04:37:43            | 00:01:44            |
| 1       | 3                   | Giniel de Villiers   | Toyota              | 04:45:17            | 00:09:18            | 3                   | Giniel de Villiers  | Toyota              | 04:45:17            | 00:09:18            |
|         |                     |                      |                     |                     |                     |                     |                     |                     |                     |                     |
| 2       | 1                   | Stéphane Peterhansel | Audi                | 03:54:40            |                     | 1                   | Carlos Sainz        | Audi                | 08:49:38            |                     |
| 2       | 2                   | Sébastien Loeb       | Prodrive            | 03:55:09            | 00:00:29            | 2                   | Yazeed Al-Rajhi     | Toyota              | 08:51:29            | 00:01:51            |
| 2       | 3                   | Seth Quintero        | Toyota              | 03:57:51            | 00:03:11            | 3                   | Sébastien Loeb      | Prodrive            | 08:53:55            | 00:04:17            |
|         |                     |                      |                     |                     |                     |                     |                     |                     |                     |                     |
| 3       | 1                   | Lucas Moraes         | Toyota              | 04:14:51            |                     | 1                   | Yazeed Al-Rajhi     | Toyota              | 13:07:29            |                     |
| 3       | 2                   | Mattias Ekström      | Audi                | 04:15:00            | 00:00:09            | 2                   | Carlos Sainz        | Audi                | 13:07:58            | 00:00:29            |
| 3       | 3                   | Yazeed Al-Rajhi      | Toyota              | 04:16:00            | 00:01:09            | 3                   | Mattias Ekström     | Audi                | 13:15:55            | 00:08:26            |
|         |                     |                      |                     |                     |                     |                     |                     |                     |                     |                     |
| 4       | 1                   | Sébastien Loeb       | Prodrive            | 02:36:02            |                     | 1                   | Yazeed Al-Rajhi     | Toyota              | 15:44:39            |                     |
| 4       | 2                   | Yazeed Al-Rajhi      | Toyota              | 02:37:10            | 00:01:08            | 2                   | Carlos Sainz        | Audi                | 15:48:58            | 00:04:19            |
| 4       | 3                   | Nasser Al-Attiyah    | Prodrive            | 02:37:24            | 00:01:22            | 3                   | Nasser Al-Attiyah   | Prodrive            | 15:55:42            | 00:11:03            |
|         |                     |                      |                     |                     |                     |                     |                     |                     |                     |                     |
| 5       | 1                   | Nasser Al-Attiyah    | Prodrive            | 01:37:25            |                     | 1                   | Yazeed Al-Rajhi     | Toyota              | 17:24:04            |                     |
| 5       | 2                   | Guerlain Chicherit   | Toyota              | 01:39:16            | 00:01:51            | 2                   | Nasser Al-Attiyah   | Prodrive            | 17:33:07            | 00:09:03            |
| 5       | 3                   | Juan Cruz Yacopini   | Toyota              | 02:39:23            | 00:01:58            | 3                   | Carlos Sainz        | Audi                | 17:35:35            | 00:11:31            |
|         |                     |                      |                     |                     |                     |                     |                     |                     |                     |                     |
| 6       | 1                   | Sébastien Loeb       | Prodrive            | 07:21:56            |                     | 1                   | Carlos Sainz        | Audi                | 24:59:32            |                     |
| 6       | 2                   | Carlos Sainz         | Audi                | 07:23:57            | 00:02:01            | 2                   | Mattias Ekström     | Audi                | 25:19:53            | 00:20:21            |
| 6       | 3                   | Mattias Ekström      | Audi                | 07:32:51            | 00:10:55            | 3                   | Sébastien Loeb      | Prodrive            | 25:29:03            | 00:29:31            |
|         |                     |                      |                     |                     |                     |                     |                     |                     |                     |                     |
| 7       | 1                   | Sébastien Loeb       | Prodrive            | 04:56:39            |                     | 1                   | Carlos Sainz        | Audi                | 30:06:42            |                     |
| 7       | 2                   | Lucas Moraes         | Toyota              | 05:03:45            | 00:07:06            | 2                   | Sébastien Loeb      | Prodrive            | 30:25:42            | 00:19:00            |
| 7       | 3                   | Nasser Al-Attiyah    | Prodrive            | 05:06:26            | 00:09:47            | 3                   | Lucas Moraes        | Toyota              | 31:07:17            | 01:00:35            |
|         |                     |                      |                     |                     |                     |                     |                     |                     |                     |                     |
| 8       | 1                   | Mattias Ekström      | Audi                | 03:17:15            |                     | 1                   | Carlos Sainz        | Audi                | 33:29:10            |                     |
| 8       | 2                   | Stéphane Peterhansel | Audi                | 03:20:00            | 00:02:45            | 2                   | Sébastien Loeb      | Prodrive            | 33:53:57            | 00:24:47            |
| 8       | 3                   | Guerlain Chicherit   | Toyota              | 03:20:25            | 00:03:10            | 3                   | Lucas Moraes        | Toyota              | 34:34:23            | 01:05:13            |
|         |                     |                      |                     |                     |                     |                     |                     |                     |                     |                     |
| 9       | 1                   | Sébastien Loeb       | Prodrive            | 04:17:33            |                     | 1                   | Carlos Sainz        | Audi                | 37:50:57            |                     |
| 9       | 2                   | Carlos Sainz         | Audi                | 04:21:47            | 00:04:14            | 2                   | Sébastien Loeb      | Prodrive            | 38:11:30            | 00:20:33            |
| 9       | 3                   | Mathieu Serradori    | Century             | 04:22:16            | 00:04:43            | 3                   | Lucas Moraes        | Toyota              | 39:02:59            | 01:12:02            |
|         |                     |                      |                     |                     |                     |                     |                     |                     |                     |                     |
| 10      | 1                   | Guerlain Chicherit   | Toyota              | 03:19:27            |                     | 1                   | Carlos Sainz        | Audi                | 41:35:12            |                     |
| 10      | 2                   | Brian Baragwanath    | Century             | 03:25:10            | 00:05:43            | 2                   | Sébastien Loeb      | Prodrive            | 41:48:34            | 00:13:22            |
| 10      | 3                   | Benediktas Vanagas   | Toyota              | 03:25:31            | 00:06:04            | 3                   | Lucas Moraes        | Toyota              | 42:37:56            | 01:02:44            |
|         |                     |                      |                     |                     |                     |                     |                     |                     |                     |                     |
| 11      | 1                   | Guerlain Chicherit   | Toyota              | 04:43:00            |                     | 1                   | Carlos Sainz        | Audi                | 46:24:47            |                     |
| 11      | 2                   | Guillaume De Mévius  | Toyota              | 04:48:32            | 00:05:32            | 2                   | Guillaume De Mévius | Toyota              | 47:50:53            | 01:26:06            |
| 11      | 3                   | Carlos Sainz         | Audi                | 04:48:35            | 00:05:35            | 3                   | Sébastien Loeb      | Prodrive            | 48:04:49            | 01:40:02            |
|         |                     |                      |                     |                     |                     |                     |                     |                     |                     |                     |
| 12      | 1                   | Sébastien Loeb       | Prodrive            | 01:39:41            |                     | 1                   | Carlos Sainz        | Audi                | 48:15:18            |                     |
| 12      | 2                   | Guillaume De Mévius  | Toyota              | 01:44:50            | 00:05:09            | 2                   | Guillaume De Mévius | Toyota              | 49:35:43            | 01:20:25            |
| 12      | 3                   | Vaidotas Žala        | Mini                | 01:45:02            | 00:05:21            | 3                   | Sébastien Loeb      | Prodrive            | 49:44:30            | 01:29:12            |

## Classifiche

### Moto
| Pos. | Pilota               | Moto                        | Scuderia                       | Tempo     |
| ---- | -------------------- | --------------------------- | ------------------------------ | --------- |
| 1    | Ricky Brabec         | Honda CRF450 Rally          | Monster Energy Honda Team      | 51:30:08  |
| 2    | Ross Branch          | Hero 450 Rally              | Hero MotoSports Team Rally     | +00:10:53 |
| 3    | Adrien van Beveren   | Honda CRF450 Rally          | Monster Energy Honda Team      | +00:12:25 |
| 4    | Kevin Benavides      | KTM 450 Rally Replica       | Red Bull KTM Factory Racing    | +00:38:48 |
| 5    | Toby Price           | KTM 450 Rally Replica       | Red Bull KTM Factory Racing    | +00:45:28 |
| 6    | José Ignacio Cornejo | Honda CRF450 Rally          | Monster Energy Honda Team      | +00:46:38 |
| 7    | Luciano Benavides    | Husqvarna 450 Rally Factory | Husqvarna Factory Racing       | +00:53:31 |
| 8    | Daniel Sanders       | GasGas 450 Rally Factory    | Red Bull GasGas Factory Racing | +01:14:32 |
| 9    | Štefan Svitko        | KTM 450 Rally Replica       | Slovnaft Rally Team            | +01:56:28 |
| 10   | Martin Michek        | KTM 450 Rally Replica       | Orion - Moto Racing Group      | +02:48:49 |

### Quad
| Pos. | Pilota             | Quad              | Scuderia                          | Tempo      |
| ---- | ------------------ | ----------------- | --------------------------------- | ---------- |
| 1    | Manuel Andújar     | Yamaha Raptor 700 | 7240 Team / Drag'on Rally Service | 64:16:53   |
| 2    | Alexandre Giroud   | Yamaha Raptor 700 | Yamaha Racing - SMX - Drag'on     | +00:07:59  |
| 3    | Juraj Varga        | Yamaha Raptor 700 | Varga Motorsport Team             | +04:03:25  |
| 4    | Laisvydas Kancius  | Yamaha Raptor 700 | Story Racing                      | +07:13:45  |
| 5    | Antanas Kanopkinas | CFMOTO CFORCE 100 | CFMOTO Thunder Racing Team        | +49:08:57  |
| 6    | Samuel Desbuisson  | Yamaha Raptor 700 | Drag'on Rally Team                | +128:26:02 |
| 7    | Hani Al-Noumesi    | Yamaha Raptor 700 | Hani Al-Noumesi                   | +135:46:45 |

### Auto
| Pos. | Pilota              | Auto                | Scuderia                    | Tempo     |
| ---- | ------------------- | ------------------- | --------------------------- | --------- |
| 1    | Carlos Sainz        | Audi RS Q e-tron E2 | Team Audi Sport             | 48:15:18  |
| 2    | Guillaume De Mévius | Toyota Hilux        | Overdrive Racing            | +01:20:25 |
| 3    | Sébastien Loeb      | Prodrive Hunter     | Bahrain Raid Xtreme         | +01:29:12 |
| 4    | Guerlain Chicherit  | Toyota Hilux        | Overdrive Racing            | +01:35:39 |
| 5    | Martin Prokop       | Ford Ranger Raptor  | Orlen Jipocar Team          | +02:16:43 |
| 6    | Guy Botterill       | Toyota GR DKR Hilux | Toyota Gazoo Racing         | +02:40:33 |
| 7    | Giniel de Villiers  | Toyota GR DKR Hilux | Toyota Gazoo Racing         | +02:50:26 |
| 8    | Benediktas Vanagas  | Toyota Hilux        | Toyota Gazoo Racing Baltics | +02:57:17 |
| 9    | Lucas Moraes        | Toyota GR DKR Hilux | Toyota Gazoo Racing         | +03:03:12 |
| 10   | Mathieu Serradori   | Century CR6-T       | Century Racing Factory Team | +03:04:12 |

### Challenger
| Pos. | Pilota              | Auto                       | Scuderia                             | Tempo     |
| ---- | ------------------- | -------------------------- | ------------------------------------ | --------- |
| 1    | Cristina Gutiérrez  | Taurus T3 - Max            | Red Bull Off-Road JR Team USA by BFG | 53:59:47  |
| 2    | Mitchell Guthrie    | Taurus T3 - Max            | Red Bull Off-Road JR Team USA by BFG | +00:35:46 |
| 3    | Rokas Baciuška      | Can-Am Maverick X rs Turbo | Can-Am Factory Team                  | +00:58:47 |
| 4    | Francisco López     | Can-Am Maverick X rs Turbo | Can-Am Factory Team                  | +01:11:20 |
| 5    | Austin Jones        | Can-Am Maverick X rs Turbo | Can-Am Factory Team                  | +01:44:47 |
| 6    | Saleh Al-Saif       | GRally OT3                 | Dark Horse Team                      | +03:11:27 |
| 7    | Marcelo Gastaldi    | Taurus T3 - Max            | Team BBR                             | +03:53:48 |
| 8    | Ricardo Porém       | MMP Rally Raid             | MMP Compétition                      | +04:46:42 |
| 9    | Nicolás Cavigliasso | Taurus T3 - Max            | Wevers Sport                         | +06:36:19 |
| 10   | Paul Spierings      | Can-Am Maverick X3         | Dakar Team Spierings                 | +07:38:35 |

### SSV
| Pos. | Pilota                | Auto                       | Scuderia                             | Tempo     |
| ---- | --------------------- | -------------------------- | ------------------------------------ | --------- |
| 1    | Xavier de Soultrait   | Polaris RZR Pro R          | Sébastien Loeb Racing - Bardahl Team | 56:37:43  |
| 2    | Jérôme de Sadeleer    | Can-Am Maverick X rs Turbo | MMP Competition                      | +00:02:25 |
| 3    | Yasir Seaidan         | Can-Am Maverick X rs Turbo | MMP Competition                      | +01:04:28 |
| 4    | Sara Price            | Can-Am Maverick X rs Turbo | South Racing Can-Am                  | +01:18:52 |
| 5    | João Ferreira         | Can-Am Maverick X rs Turbo | Can-Am Factory Team                  | +01:18:52 |
| 6    | Sebastian Guayasamin  | Can-Am Maverick X rs Turbo | FN Speed Team                        | +03:43:01 |
| 7    | Cristiano Batista     | Can-Am Maverick X rs Turbo | South Racing Can-Am                  | +04:32:48 |
| 8    | Gerard Farrés         | Can-Am Maverick X rs Turbo | South Racing Can-Am                  | +04:42:21 |
| 9    | Emilija Gelažninkienė | Can-Am Maverick X rs Turbo | Rentway Dakar Team                   | +11:07:02 |
| 10   | Florent Vayssade      | Polaris RZR Pro R          | Sébastien Loeb Racing - Bardahl Team | +11:15:52 |

### Camion
| Pos. | Pilota                 | Camion          | Scuderia                          | Tempo     |
| ---- | ---------------------- | --------------- | --------------------------------- | --------- |
| 1    | Martin Macík           | Iveco Powerstar | MM Technology Team                | 54:34:48  |
| 2    | Aleš Loprais           | Praga V4S DKR   | Instaforex Loprais Praga          | +01:54:39 |
| 3    | Mitchell van den Brink | Iveco Powerstar | Eurol Rallysport                  | +04:29:26 |
| 4    | Janus van Kasteren     | Iveco Powerstar | Boss Machinery Team de Rooy FPT   | +05:22:04 |
| 5    | Vick Versteijnen       | Iveco Powerstar | Versteijnen Truck Racing          | +11:00:25 |
| 6    | Michiel Becx           | Iveco Powerstar | Becx Competition Team de Rooy FPT | +11:34:32 |
| 7    | Teruhito Sugawara      | Hino 600        | Hino Team Sugawara                | +17:22:54 |
| 8    | Claudio Bellina        | Iveco Powerstar | MM Technology Team                | +18:32:34 |
| 9    | Ben de Groot           | Iveco Powerstar | De Groot Sport                    | +20:26:38 |
| 10   | Richard de Groot       | Iveco Powerstar | Firemen Dakar Team                | +47:01:29 |

### Dakar Future Mission 1000
| Pos. | Pilota             | Veicolo                      | Scuderia                      | Punti |
| ---- | ------------------ | ---------------------------- | ----------------------------- | ----- |
| 1    | Jordi Juvanteny    | MAN TGA                      | KH7-Ecovergy Team             | 180   |
| 2    | Jean-Michel Paulhe | Can-Am Maverick X3           | Team Les Tigres du Désert     | 163   |
| 3    | Wenmin Su          | Arctic Leopard E-XE880 Rally | Arctic Leopard Factory Racing | 134   |
| 4    | Jamie Campbell     | HySE-X1                      | HySE                          | 120   |
| 5    | Gang Jun Cai       | Arctic Leopard E-XE880 Rally | Arctic Leopard Factory Racing | 114   |
| 6    | Willy Jobard       | Arctic Leopard E-XE880 Rally | Arctic Leopard Factory Racing | 94    |
| 7    | Dick Zuurmond      | E-LIONS H2                   | Stichting Rainbow Dakar Team  | 92    |
| 8    | Sylvain Espinasse  | Tacita Discanto              | Tacita Formula Corsa          | 76    |
| 9    | Oscar Polli        | Tacita Discanto              | Tacita Formula Corsa          | 37    |

### Classic
| Pos. | Pilota             | Veicolo                 | Scuderia                    | Punti |
| ---- | ------------------ | ----------------------- | --------------------------- | ----- |
| 1    | Carlos Santaolalla | Toyota Land Cruiser 80  | Factoryhub                  | 820   |
| 2    | Lorenzo Traglio    | Nissan Pathfinder       | Tecnosport                  | 832   |
| 3    | Paolo Bedeschi     | Toyota Land Cruiser     | Tecnosport                  | 1061  |
| 4    | Dirk van Rompuy    | Toyota Land Cruiser 80  | TH-Trucks VR Racing         | 1646  |
| 5    | Maxence Gublin     | Land Rover Defender 110 | Bolides Racing              | 1877  |
| 6    | Juan Morera        | Porsche 959             | Moma Bikes Raid Team        | 1909  |
| 7    | Marco Leva         | Mitsubishi Pajero       | R Team                      | 2464  |
| 8    | Amadeo Roige       | Toyota Land Cruiser     | Pedregà Team                | 3134  |
| 9    | Rafael Lesmes      | Mercedes-Benz Actros    | TH-Trucks Dakar por la Vida | 3455  |
| 10   | Juraj Sebalj       | Nissan Terrano II       | Tecnosport                  | 3670  |